# HNK Rogoznica
Hrvatski nogometni klub "Rogoznica" (HNK "Rogoznica"; "Rogoznica") je nogometni klub iz Rogoznice,  Šibensko-kninska županija, Republika Hrvatska. 
 
Klub se ligaški ne natječe. 

## O klubu
HNK "Rogoznica" je osnovana 2010. godine. U ŽNL Šibensko-kninskoj je sudjelovala u sezonama 2012./13. i 2013./14., u kojoj odustaje od natjecanja. 
 
Klub nadalje natjecateljski ne djeluje.  

## Pregled plasmana po sezonama
| sezona    | rang lige | liga                 | dio lige  | poz.      | klubova u ligi | ut        | pob       | ner       | por       | gol+      | gol-      | bod       | napomene               | izvori    |
| Rogoznica | Rogoznica | Rogoznica            | Rogoznica | Rogoznica | Rogoznica      | Rogoznica | Rogoznica | Rogoznica | Rogoznica | Rogoznica | Rogoznica | Rogoznica | Rogoznica              | Rogoznica |
| --------- | --------- | -------------------- | --------- | --------- | -------------- | --------- | --------- | --------- | --------- | --------- | --------- | --------- | ---------------------- | --------- |
| 2012./13. | IV.       | ŽNL Šibensko-kninska |           | 8.        | 8 (11)         | 21        | 2         | 2         | 17        | 13        | 75        | 8         |                        |           |
| 2013./14. | IV.       | ŽNL Šibensko-kninska |           |           | 8 (10)         |           |           |           |           |           |           |           | odustali od natjecanja |           |
|           |           |                      |           |           |                |           |           |           |           |           |           |           |                        |           |
|           |           |                      |           |           |                |           |           |           |           |           |           |           |                        |           |

## Vanjske poveznice
- (engl.) transfermarkt.com, HNK Rogoznica
- sportilus.com, HRVATSKI NOGOMETNI KLUB ROGOZNICA